# Balsampoppel
Balsampoppel (Populus balsamifera) är en växtart i poppelsläktet, familjen videväxter. 
Balsampoppeln blir vanligen 18 till 24 meter hög, i undantagsfall upp till 36 meter. Bladen är 5 till 12 centimeter långa, vid utsidan spetsiga och vid basen avrundade. Arten är liksom alla andra popplar tvåbyggare, vindblommig och har hängande blomställningar.
Balsampoppeln är i Nya världen lövträdet med det nordligaste utbredningsområdet. Den förekommer från Newfoundland och Labradorhalvön längs trädgränsen till nordvästra Alaska och söderut till sydöstra British Columbia, Iowa och Pennsylvania. Dessutom finns lokala populationer i Klippiga bergen (söderut till Colorado och österut till West Virginia). I Europa planteras den ibland i parker och mycket sällan i skogar.
Habitatet utgörs vanligen av flodslätter, strandlinjer av insjöar eller platser som ligger nära träskmarker. Balsampoppeln uthärdar temperaturer av -40°C. I Klippiga bergen förekommer den upp till 1 670 meter över havet.
Arten hittas ofta tillsammans med amerikansk asp (Populus tremuloides), pappersbjörk (Betula papyrifera), balsamgran (Abies balsamea) och vitgran (Picea glauca).
Epitetet balsamifera i det vetenskapliga namnet anspelar på de angenämt luktande nya knopparna.